# Oscaruddelingen 1997
Oscaruddelingen 1997 var den 69. oscaruddeling, hvor de bedste film fra 1996 blev hædret af Academy of Motion Picture Arts and Sciences. Uddelingen blev afholdt 24. marts 1997 i Shrine Auditorium i Los Angeles, Californien, USA. Værten var Billy Crystal.

## Vindere og nominerede
Vindere står øverst, er skrevet i fed.
| Bedste film - Den engelske patient – Saul Zaentz, producer - Fargo – Ethan Coen, producer - Jerry Maguire – James L. Brooks, Cameron Crowe, Laurence Mark og Richard Sakai, producere - Hemmeligheder og løgne – Simon Channing Williams, producer - Shine – Jane Scott, producer                                                  | Bedste instruktør - Anthony Minghella – Den engelske patient - Joel Coen – Fargo - Miloš Forman – Folket mod Larry Flynt - Mike Leigh – Hemmeligheder og løgne - Scott Hicks – Shine |
| Bedste mandlige hovedrolle - Geoffrey Rush – Shine som David Helfgott - Tom Cruise – Jerry Maguire som Jerry Maguire - Ralph Fiennes – Den engelske patient som László Almásy - Woody Harrelson – Folket mod Larry Flynt som Larry Flynt - Billy Bob Thornton – Sling Blade som Karl Childers                                      | Bedste kvindelige hovedrolle - Frances McDormand – Fargo som Marge Gunderson - Brenda Blethyn – Hemmeligheder og løgne som Cynthia Rose Purley - Diane Keaton – Marvin's Room som Bessie - Kristin Scott Thomas – Den engelske patient som Katharine Clifton - Emily Watson – Breaking the Waves som Bess McNeill |
| Bedste mandlige birolle - Cuba Gooding Jr. – Jerry Maguire som Rod Tidwell - William H. Macy – Fargo som Jerry Lundegaard - Armin Mueller-Stahl – Shine som Peter Helfgott - Edward Norton – Primal Fear som Aaron Stampler - James Woods – Ghosts of Mississippi som Byron De La Beckwith                                         | Bedste kvindelige birolle - Juliette Binoche – Den engelske patient som Hana - Joan Allen – Heksejagt som Elizabeth Proctor - Lauren Bacall – Kærligheden har to sider som Hannah Morgan - Barbara Hershey – Portræt af en kvinde som Madame Serena Merle - Marianne Jean-Baptiste – Hemmeligheder og løgne som Hortense Cumberbatch |
| Bedste originale manuskript - Fargo – Joel og Ethan Coen - Jerry Maguire – Cameron Crowe - Lone Star – John Sayles - Hemmeligheder og løgne – Mike Leigh - Shine – Jan Sardi and Scott Hicks | Bedste manuskript baseret på materiale, der tidligere er produceret eller udgivet - Sling Blade – Billy Bob Thornton baseret på hans kortfilm Some Folks Call It a Sling Blade - Heksejagt – Arthur Miller baseret på hans skuespil - Den engelske patient – Anthony Minghella baseret på romanen af Michael Ondaatje - Hamlet – Kenneth Branagh baseret på William Shakespeares Hamlet - Trainspotting – John Hodge baseret på romanen af Irvine Welsh                                                                                       |
| Bedste fremmedsprogede film - Kolya (Tjekkiet) – Jan Svěrák, instruktør - Shekvarebuli kulinaris ataserti retsepti (Georgien) – Nana Jorjadze, instruktør - Søndagsengle (Norge) – Berit Nesheim, instruktør - Bjergenes fange (Rusland) – Sergej Bodrov, instruktør - De latterlige (Frankrig) – Patrice Leconte, instruktør      | Bedste dokumentar - When We Were Kings – Leon Gast og David Sonenberg - The Line King: The Al Hirschfeld Story – Susan W. Dryfoos - Mandela – Jo Menell og Angus Gibson - Suzanne Farrell: Elusive Muse – Anne Belle og Deborah Dickson - Tell the Truth and Run: George Seldes and the American Press – Rick Goldsmith |
| Bedste korte dokumentar - Breathing Lessons: The Life and Work of Mark O'Brien – Jessica Yu - Vores kosmiske rejse – Jeffrey Marvin og Bayley Silleck - An Essay on Matisse – Perry Wolff - Special Effects: Anything Can Happen – Susanne Simpson og Ben Burtt - The Wild Bunch: An Album in Montage – Paul Seydor og Nick Redman | Bedste kortfilm - Dear Diary – David Frankel og Barry Jossen - De tripas, corazón – Antonio Urrutia - Ernst & lyset – Kim Magnusson og Anders Thomas Jensen - Esposados – Juan Carlos Fresnadillo - Senza parole – Bernadette Carranza and Antonello De Leo |
| Bedste korte animationsfilm - Quest – Tyron Montgomery og Thomas Stellmach - Canhead – Timothy Hittle - La Salla – National Film Board of Canada – Richard Condie - Wat's Pig – Peter Lord | Bedste musik: Drama - Den engelske patient – Gabriel Yared - Hamlet – Patrick Doyle - Michael Collins – Elliot Goldenthal - Shine – David Hirschfelder - Sleepers – John Williams |
| Bedste musik: Musicla eller komedie - Emma – Rachel Portman - Ekskonernes klub – Marc Shaiman - Klokkeren fra Notre Dame – Alan Menken og Stephen Schwartz - Jimmy og den store fersken – Randy Newman - The Preacher's Wife – Hans Zimmer                                                                                         | Bedste sang - "You Must Love Me" fra Evita – Musik af Andrew Lloyd Webber; Tekst af Tim Rice - "I Finally Found Someone" fra Kærligheden har to sider – Musik og tekst af Barbra Streisand, Marvin Hamlisch, Bryan Adams og Robert John "Mutt" Lange - "For the First Time" fra En skønne dag – Musik og tekst af James Newton Howard, Jud J. Friedman og Allan Dennis Rich - "That Thing You Do!" fra That Thing You Do – musik og tekst af Adam Schlesinger - "Because You Loved Me" fra Tid til kærlighed – Musik og tekst af Diane Warren |
| Bedste redigering af lydeffekter - The Ghost and the Darkness – Bruce Stambler - Daylight – Richard L. Anderson og David A. Whittaker - Eraser – Alan Robert Murray og Bub Asman | Bedste lyd - Den engelske patient – Walter Murch, Mark Berger, David Parker og Chris Newman - Evita – Andy Nelson, Anna Behlmer og Ken Weston - Independence Day – Chris Carpenter, Bill W. Benton, Bob Beemer og Jeff Wexler - The Rock – Kevin O'Connell, Greg P. Russell and Keith A. Wester - Twister – Steve Maslow, Gregg Landaker, Kevin O'Connell og Geoffrey Patterson |
| Bedste scenografi - Den engelske patient – Stuart Craig og Stephenie McMillan - The Birdcage – Bo Welch og Cheryl Carasik - Evita – Brian Morris og Philippe Turlure - Hamlet – Tim Harvey - Romeo + Julie – Catherine Martin og Brigitte Broch                                                                                    | Bedste fotografering - Den engelske patient – John Seale - Evita – Darius Khondji - Fargo – Roger Deakins - Den lange rejse hjem – Caleb Deschanel - Michael Collins – Chris Menges |
| Bedste makeup - The Nutty Professor – Rick Baker og David LeRoy Anderson - Ghosts of Mississippi – Matthew W. Mungle og Deborah La Mia Denaver - Star Trek: First Contact – Michael Westmore, Scott Wheeler og Jake Garber | Bedste kostumer - Den engelske patient – Ann Roth - Angels & Insects – Paul Brown - Emma – Ruth Myers - Hamlet – Alexandra Byrne - Portræt af en kvinde – Janet Patterson |
| Bedste klipning - Den engelske patient – Walter Murch - Evita – Gerry Hambling - Fargo – Roderick Jaynes - Jerry Maguire – Joe Hutshing - Shine – Pip Karmel | Bedste visuelle effekter - Independence Day – Volker Engel, Douglas Smith, Clay Pinney og Joe Viskocil - Dragonheart – Scott Squires, Phil Tippett, James Straus og Kit West - Twister – Stefen Fangmeier, John Frazier, Habib Zargarpour og Henry La Bounta |

### Æres-Oscar
- Michael Kidd

### Irving G. Thalberg Memorial Award
- Saul Zaentz